# 古大均
古大均，贵州遵义人，中国近代政治人物。
毕业于贵州崇武学校。民国23年（1934年），擔任中华民国遵义府婺川縣縣長。后由肖勛華接任。